# Babu Santana
Babu Santana Alexandre da Silva Santana född 10 december 1979 i Brasilien, brasiliansk skådespelare.

## Filmografi (i urval)
- 2002 - Cidade de Deus
- 2004 - Redentor
- 2020 – Falas Negras